# Tobacco-ya no musume
Tobacco-ya no musume (たばこ屋の娘?, Tabako-ya no musume, lett. "La ragazza della tabaccheria") è una raccolta di racconti manga scritta e illustrata da Masahiko Matsumoto. Le storie furono pubblicate inizialmente per riviste diverse dal 1972 al 1974. La casa editrice Seirin Kogeisha le ha poi raccolte e pubblicate in antologia il 20 settembre 2009. La raccolta è stata in seguito pubblicata in lingua inglese, spagnola e francese. L'edizione francese è stata candidata al Festival international de la bande dessinée d'Angoulême del 2011 per il "Best Heritage Comic".

## Opere raccolte
Tsumuraki Naruko no koibito (鶴巻鳴子の恋人?)
Il fidanzato disoccupato di Naruko Tsurumaki, Tet-chan, trova un cane che chiama "Peace". È fortemente legato al cane, tanto da portarlo con sé anche al lavoro. La fidanzata visita Tet-chan, aspettandosi che la madre abbia già cacciato via il cane, ma scopre al contrario che questa gli ha dato una scatola in cui vivere. La madre di Tet-chan regala a Naruko il suo vecchio abito da sposa.
Tobacco-ya no atta yokochō (たばこ屋のあった横丁?, Tabako-ya no atta yokochō)
Rentaro viene sorpreso dalla pioggia, la cassiera di una tabaccheria gli presta il suo ombrello. La madre di Rentaro, in visita a casa sua, lo spinge ad accettare una proposta di matrimonio con un'amica d'infanzia. Tuttavia alla vista dell'ombrello chiede di incontrare la sua "fidanzata". Vanno insieme a visitare un tempio, dove la ragazza dimostra affetto per sua madre. Tuttavia la madre di Rentaro, tornata a casa, gli comunica che la ragazza risponderà di no alla proposta di matrimonio. Quando Rentaro torna al negozio di tabacchi scopre che è stato demolito per far posto a una linea ferroviaria.
Tōi omatsuri (遠いお祭り?)
Durante un festival un uomo lascia la sua fidanzata per un'altra donna. Un altro uomo raccoglie un palloncino che la donna ha lasciato cadere, si conoscono e si godono il festival insieme. Con la pioggia i due scappano a casa di lui e fanno l'amore. Accortosi che la donna ha dimenticato il palloncino, si reca nel suo appartamento per restituirlo, ma la trova nuovamente con il suo ragazzo.
Hana no Shinjuku (花の新宿?)
Yuki chiede a Kawa, collega del bar dove entrambi lavorano, di accompagnarla e di interpretare la parte del marito per il suo quarto aborto. Gli confida di essere andata a letto con il suo ex ragazzo perché lui le aveva promesso che si sarebbero sposati, rimangiandosi tutto dopo aver scoperto che era incinta. Quando Yuki infine si sposa, Kawa l'aiuta, ma scopre che il suo nuovo marito è un miserabile ubriacone.
Kōhī no aji (コーヒーの味?)
Tsun-chan prende in considerazione il suggerimento scherzoso dell'amica Chi-chan di fare sesso. A casa lei gli prepara il caffè, ma a lui piace zuccherato, così Chi-chan ne prende un po' in prestito dalla vicina, una donna sposata, che le dà consigli sul matrimonio che prenda in considerazioni uomini che fanno soldi, cosa che Tsun-chan trova "aspra". In seguito, dopo aver comprato patate dolci arrosto, va a casa di Tsun-chan. Lì, intrattiene i suoi fratelli più piccoli e annuncia che vivrà con loro. Prepara il caffè per Tsun-chan e suo padre ma si dimentica di aggiungere di nuovo lo zucchero.
Tobacco-ya no musume (たばこ屋の娘?, Tabako-ya no musume)
Terasawa è infatuato della commessa di un negozio di tabacchi e, nonostante non sia un fumatore, compra sigarette solo per il profumo di lei. Dopo che un suo amico gli suggerisce di imparare a tenere la mano di una donna per camminare con lei, fa una prova con la sua vicina di casa ed eiacula immediatamente. In seguito si scopre che questa si è trasferita, Terasawa rimanderà di stringere la mano della commessa.
Tsuru-tsuru (つるつる?, Tsuru-tsuru)
Ichihachi è un intrattenitore in una okiya, casa di geishe, e confessa la sua devozione per Ume, una delle geishe. Dopo essere caduto dal tetto a causa di un'acrobazia, Ume gli offre andare a trovarla, avvertendolo di non bere per ricordarsi dell'impegno. Più tardi, un uomo chiede servizi di Ume, Ichihachi finisce per tornare a casa ubriaco e dorme troppo dimenticando l'impegno.
Happy-chan (ハッピーちゃん?, Happī-chan)
Toki vende preservativi porta a porta, ma si lascia coinvolgere troppo dalle questioni personali dei suoi clienti, finendo con l'avere scarso successo nelle vendite. Contemporaneamente si prende cura del suo vicino divorziato Edo e di suo figlio, cosicché la sua vita amorosa soffre a causa del suo impeto nell'aiutare il prossimo.
Akai kutsu (赤い靴?)
Kushira comincia a preoccuparsi di stare invecchiando, così al lavoro indossa un paio di scarpe da ginnastica. Dopo che inciampando le danneggia, il calzolaio le presta un paio di scarpe rosso brillante da indossare. Al lavoro trova una lettera d'amore nelle sue scarpe e presume che sia di un collega di nome Imada, ma in seguito scopre che non è interessato a lei. A casa guarda il suo riflesso allo specchio e ride.
Akai Kiss (赤いキッス?, Akai Kissu)
Asanuma aiuta la sua vicina di casa single, Akiko, a prendersi cura della figlia. L'amico di lui, Kushigi, lo va a visitare e lo trova a nascondere mutande sporche nell'armadio. Asanuma sempre più legato alla vicina, inizia a immaginare di assumere il ruolo di padre della bambina. Il giorno dopo aver fatto l'amore con lei, Asanuma scopre che il marito è tornato e alla fine lava le mutande.
Doko ka e (どこかへ?)
Dopo un litigio con il suo datore di lavoro, Keiko rintraccia il suo vecchio amico Sugiyama e rimane con lui. Cerca, senza successo, di trovarle un appartamento, compra per entrambi dei biglietti per un viaggio. Arrivano in una città di mare e fanno conoscenza con un vecchio pescatore che li nutre. Li si congeda e dice a Sugiyama di prendersi cura di sua "moglie".